# Robbers' Roost
Robbers' Roost é um filme estadunidense de 1955 do gênero western, dirigido por Sidney Salkow. O roteiro de John O'Dea, Sidney Salkow e Maurice Geraghty é uma segunda adaptação para o cinema (a primeira foi feita em 1932) de história do escritor Zane Grey. O filme teve locações em Durango, México.

## Elenco principal
- George Montgomery…Jim "Tex" Wall
- Richard Boone… Hank Hayes
- Sylvia Findley…Helen Herrick
- Bruce Bennett…"Bull" Herrick
- Peter Graves…Heesman
- Tony Romano…Happy Jack
- Warren Stevens…Smokey
- William Hopper…Robert Bell
- Stanley Clements…Chuck
- Leo Gordon…Jeff

## Sinopse
O grande criador de gado "Bull" Herrick fica paralítico e é abandonado pelos seus empregados. Ele então tenta um plano ousado: contrata as duas maiores quadrilhas de ladrões de gado da região para tomar conta de suas 6.000 cabeças. Ele sabe que as quadrilhas são rivais e espera que os homens de um lado vigiem os do outro e acabem por levar o gado ao mercado.
Dentre os homens da quadrilha de Hayes está o misterioso pistoleiro Tex, que não age como os demais e busca proteger a irmã do rancheiro, Helen, quando esta chega ao rancho para cuidar do irmão.